# Африканско диво магаре
Африканското диво магаре (Equus africanus) е вид бозайник от семейство Коне (Equidae). Видът е критично застрашен от изчезване.

## Разпространение и местообитание
Разпространен е в Еритрея и Етиопия.

## Подвидове
- E. а. africanus – нубийско диво магаре
- E. а. somaliensis – сомалийско диво магаре
- † E. а. atlanticus – туркменски кулан